# Chiesa di Nostra Signora (Montaillou)
La Chiesa di Nostra Signora Maria è  la chiesa parrocchiale del paese di Montaillou nella Diocesi di Pamiers, nel Dipartimento francese dell'Ariège in Occitania.

## Storia
La chiesa attuale fu eretta nel 1559 per fare fronte all'aumento della popolazione del paese, che aveva reso inutilizzabile la precedente cappella.Fu restaurata nel 1796 e gli interni vennero riammodernati nel 2003.

## Descrizione
La chiesa si presenta come un edificio a croce latina, lungo e snello. L'aula è sormontata dalla torre-lanterna fatta con pietra del luogo, imponente e robusta, con 2 campane all'interno. La torre lanterna è messa al posto della facciata e si accede all'edificio tramite un ingresso laterale. L'abside presenta varie finestrelle.

### Interni
La chiesa all'interno è bianca, con un piccolo lampadario, pavimenti in legno e sedie singole. L'altare è stato costruito con una scaletta di legno e un tabernacolo all'interno.

## Galleria d'immagini

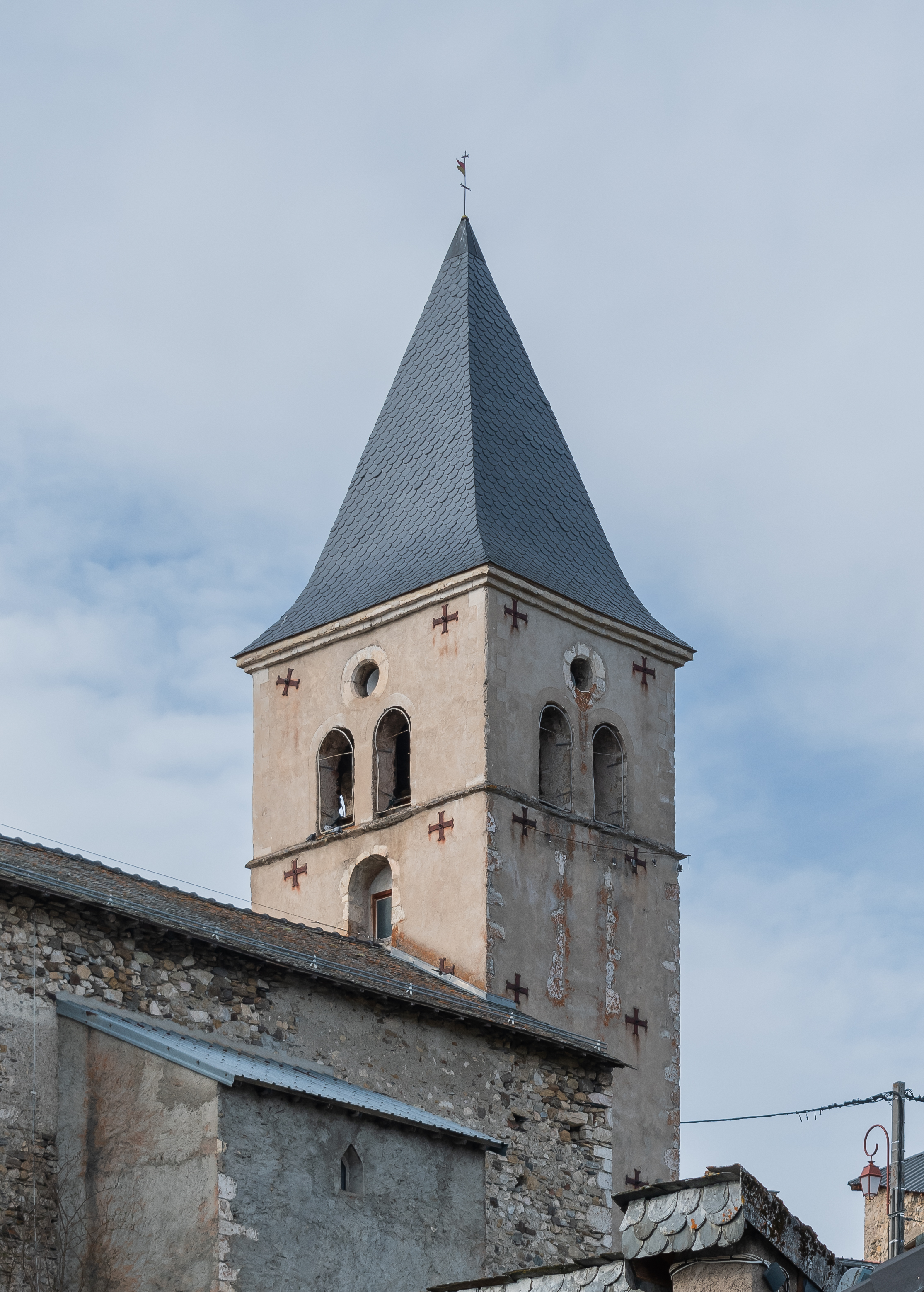
Vista laterale
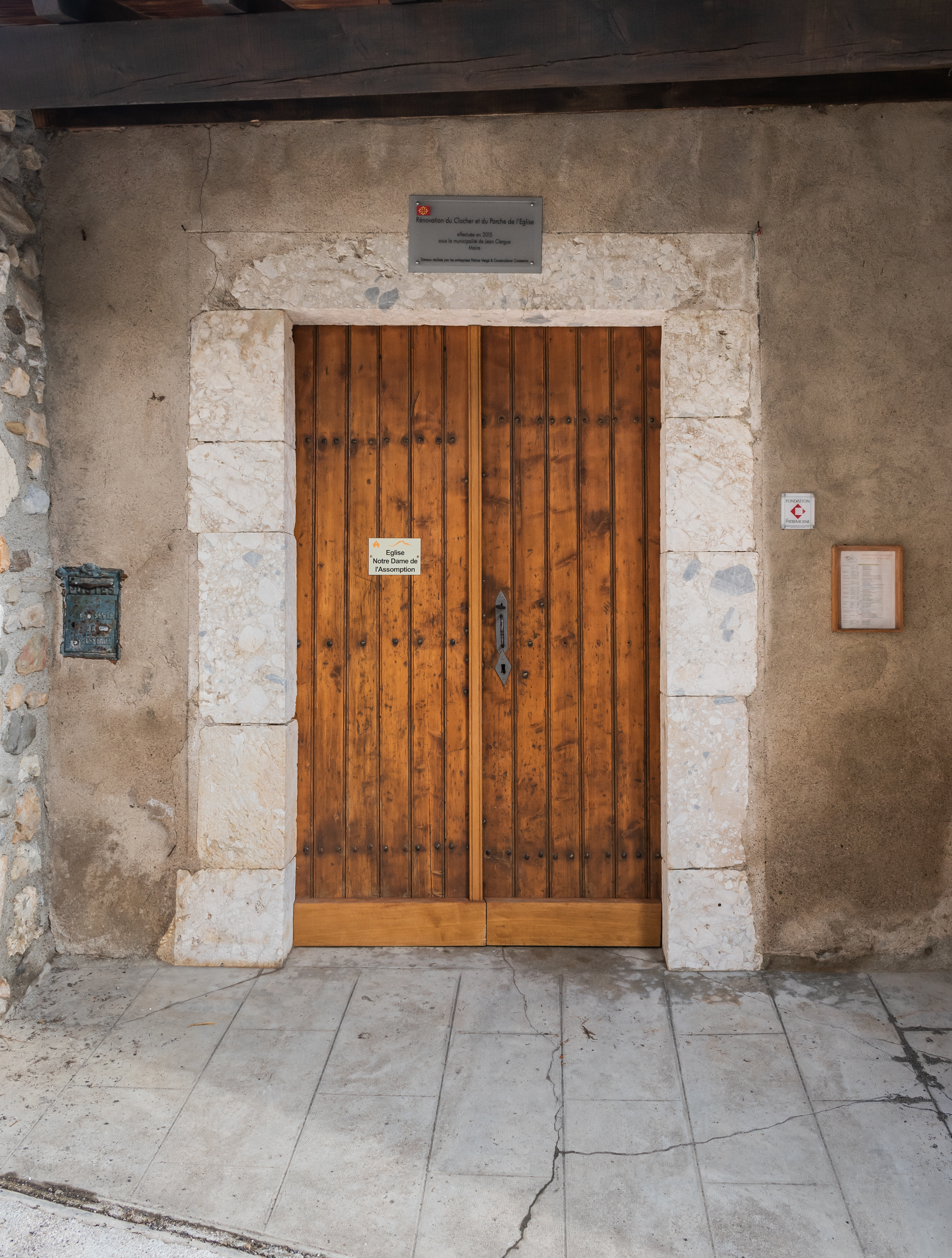
Portone d'ingresso
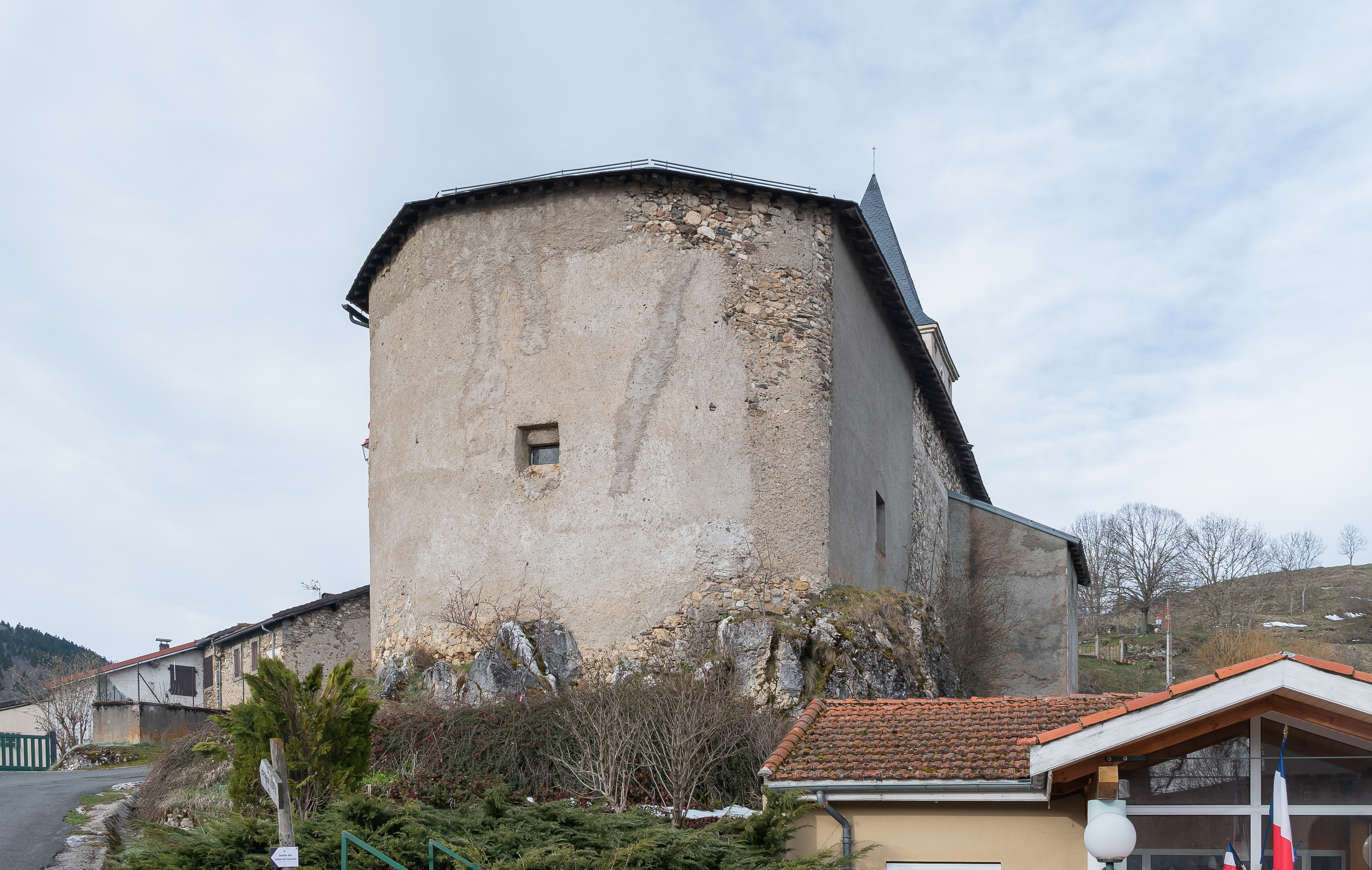
Abside
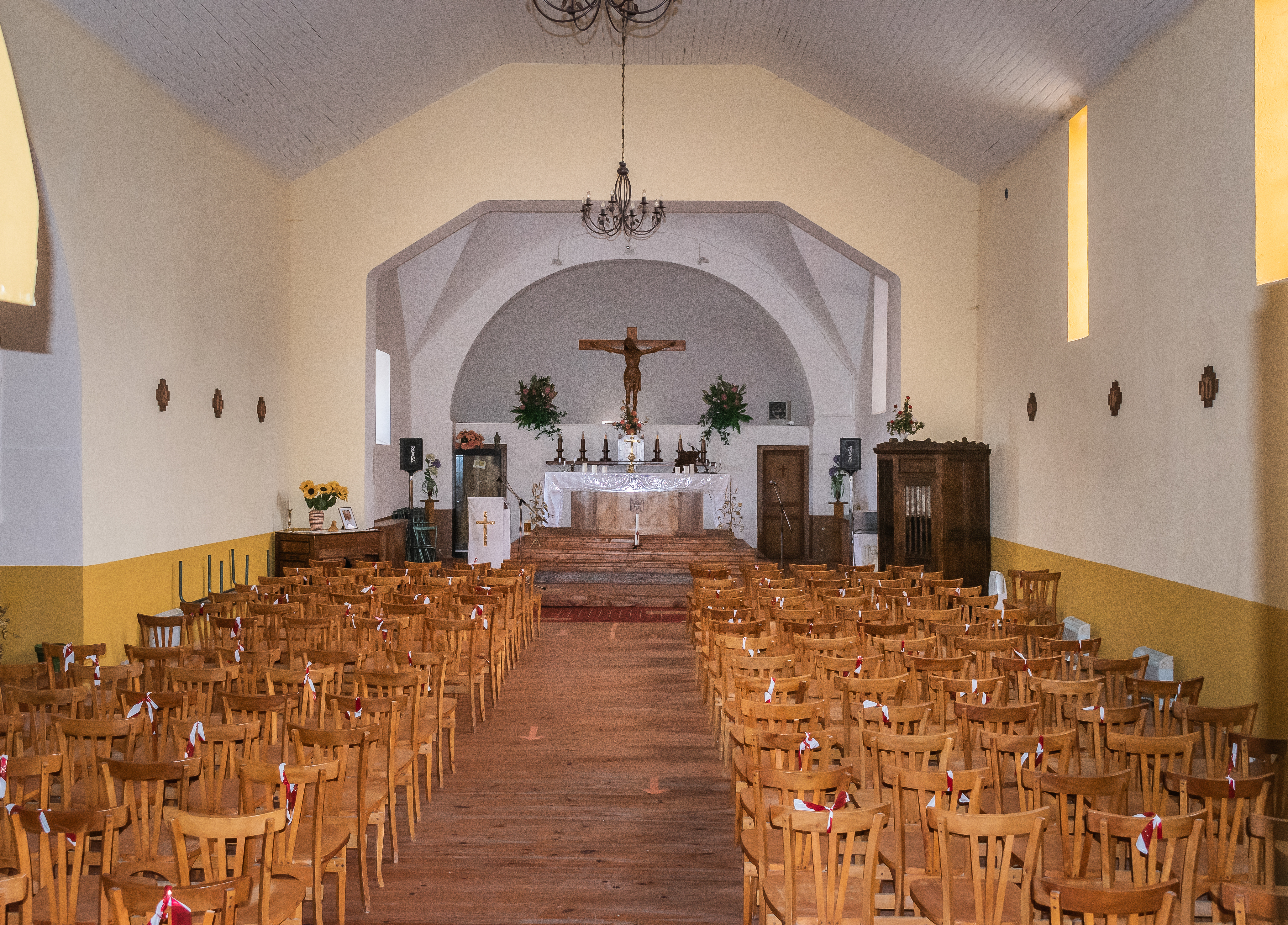
Interni